# V.I.B.E.: Vibrações Inteligentes Beneficiando a Existência
V.I.B.E.: Vibrações Inteligentes Beneficiando a Existência é o terceiro álbum de estúdio da banda LS Jack. Lançado em 2002, o álbum é também o mais vendido da banda no Brasil. As principais faixas são "Carla", música dedicada à namorada na época, "Uma carta" e "Setembro". Esse álbum vendeu mais de 100 mil cópias no Brasil e sendo certificado com Disco de Ouro pela ABPD.

## Faixas
1. "Uma Carta"
2. "Carla"
3. "Minha Vida é Você"
4. "Dois Passos"
5. "Setembro"
6. "Plantado do Seu Lado"
7. "Como um Menino"
8. "S.D.R. - Sexo, Drogas e Rock´n Roll"
9. "Talvez"
10. "Nana"
11. "Quando eu Disser Adeus"
12. "Decisão Final"
13. "V.I.B.E.: Vibrações Inteligentes Beneficiando a Existência"